# Tournoi olympique qualificatif de rugby à sept 2016
Navigation
2020
Le tournoi olympique qualificatif de rugby à sept 2016 permet d'attribuer pour le tournoi de rugby à sept aux Jeux olympiques d'été de 2016 la dernière place qualificative pour le tournoi masculin et pour le tournoi féminin.
Le tournoi masculin se déroule au stade Louis-II à Monaco le 18 et 19 juin 2016,. Le tournoi féminin se déroule à UCD Bowl à Dublin le 25 et 26 juin 2016.
Aussi bien dans le tournoi masculin que féminin, les équipes d'Espagne remportent la compétition et se qualifient pour les Jeux olympiques.

## Tournoi préolympique masculin
| Classement | Vainqueur    | Score | Finaliste | Demi-finaliste |
| ---------- | ------------ | ----- | --------- | -------------- |
| Cup        | Espagne      | 22-19 | Samoa     | Russie (3e)    |
| Cup        | Espagne      | 22-19 | Samoa     | Allemagne      |
| Plate      | Canada       | 24-17 | Hong Kong | Chili          |
| Plate      | Canada       | 24-17 | Hong Kong | Irlande        |
| Bowl       | Zimbabwe     | 31-5  | Tonga     | Maroc          |
| Bowl       | Zimbabwe     | 31-5  | Tonga     | Uruguay        |
| Shield     | Corée du Sud | 31-24 | Sri Lanka | Mexique        |
| Shield     | Corée du Sud | 31-24 | Sri Lanka | Tunisie        |

## Tournoi préolympique féminin
| Classement | Vainqueur  | Score | Finaliste | Demi-finaliste    |
| ---------- | ---------- | ----- | --------- | ----------------- |
| Cup        | Espagne    | 22-19 | Russie    | Irlande (3e)      |
| Cup        | Espagne    | 22-19 | Russie    | Kazakhstan        |
| Plate      | Chine      | 24-17 | Argentine | Tunisie           |
| Plate      | Chine      | 24-17 | Argentine | Samoa             |
| Bowl       | Iles Cook  | 31-5  | Hong Kong | Portugal          |
| Bowl       | Iles Cook  | 31-5  | Hong Kong | Venezuela         |
| Shield     | Madagascar | 31-24 | Zimbabwe  | Mexique           |
| Shield     | Madagascar | 31-24 | Zimbabwe  | Trinité-et-Tobago |